# Kelet-afrikai mamba
A kelet-afrikai mamba vagy keleti zöld mamba (Dendroaspis angusticeps) a hüllők (Reptilia) osztályába a pikkelyes hüllők (Squamata) rendjébe és a kígyók (Serpentes) alrendjébe és a mérgessiklófélék (Elapidae) családjába tartozó faj.

## Előfordulása
Afrikában, Kenya, Tanzánia, Mozambik, Malawi, Zimbabwe, Szváziföld, Lesotho és a Dél-afrikai Köztársaság területén honos. Erdők és bozótosok lakója.

## Megjelenése
Testhossza 1,8 méter. Mint minden mambának, a feje ennek is hosszú és ovális.

## Életmódja
Fiatal madarakkal, madár tojással és kis emlősökkel táplálkozik.